# Moaxiphia duniana
Moaxiphia duniana är en stekelart som först beskrevs av Edward S. Gourlay 1927.  Moaxiphia duniana ingår i släktet Moaxiphia och familjen halssteklar. Inga underarter finns listade i Catalogue of Life.